# محمد عمر صادق
محمد عمر صادق (عربی: محمد عمر صادق؛ زادهٔ ۲۵ اکتبر ۲۰۰۳) بازیکن فوتبال اهل لبنان است.
وی همچنین در تیم‌های ملی فوتبال  زیر ۲۰ سال، زیر ۲۳ سال و بزرگسالان لبنان بازی کرده‌است.